# Every song tells a story
Every song tells a story is een livealbum van Randy Bachman.
Bachman wilde een liefdadigheidsconcert geven voor een Canadese vereniging voor kankerbestrijding. Plaats van handeling was Vancouver East Cultural Centre, Vancouver is dan al jaren de thuisbasis van Bachman. Hij verzamelde een aantal musici om zich heen en gaf op 12 april dat concert. Het concert bestaat uit “een praatje en een plaatje”, een inleidend verhaaltje bij een nummer. Bachman liet zijn gehele loopbaan de revue passeren met hits uit zijn periode bij The Guess Who en Bachman Turner Overdrive als ook zijn solocarrière.

## Musici
- Randy Bachman – zang, gitaar
- Colin Arthur Wiebe – toetsinstrumenten, gitaar, zang
- Mick Dalla-Vee – basgitaar
- Rogé Belanger – drumstel, zang

## Muziek
Cummings staat voor Burton Cummings, Bachmans collega uit The Guess Who.

| Nr. | Titel                                                       | Duur |
| --- | ----------------------------------------------------------- | ---- |
| 1.  | Prairie town (muziek) (Bachman)                             | 5:08 |
| 2.  | Prairie town (praatje) (Bachman)                            | 1:55 |
| 3.  | No sugar tonight (praatje) (Bachman)                        | 1:24 |
| 4.  | No sugar tonight (muziek) (Bachman)                         | 1:41 |
| 5.  | New mother nature (ptaatje) (Bachman)                       | 0:34 |
| 6.  | New mother nature (muziek) (Bachman, Cummings)              | 2:51 |
| 7.  | Undun (praatje) (Bachman)                                   | 5:15 |
| 8.  | Undun (muziek) (Bachman)                                    | 3:58 |
| 9.  | Let it ride (praatje) (Bachman)                             | 0:58 |
| 10. | Let it ride (muziek) (Bachman, Fred Tuner)                  | 3:46 |
| 11. | These eyes (praatje) (Bachman)                              | 3:12 |
| 12. | These eyes (muziek) (Bachman, Cummings)                     | 3:59 |
| 13. | Laughing (praatje) (Bachman)                                | 2:03 |
| 14. | Laughing (muziek) (Bachman, Cummings)                       | 3:21 |
| 15. | Laughing (praatje achteraf) (Bachman)                       | 0:35 |
| 16. | Four wheel drive (praatje) (Bachman)                        | 0:28 |
| 17. | Four wheel drive (muziek) (Bachman, Blair Thornton)         | 2:41 |
| 18. | No time (praatje) (Bachman)                                 | 0:21 |
| 19. | No time (muziek) (Bachman, Cummings)                        | 3:03 |
| 20. | American Woman (praatje) (Bachman)                          | 2:50 |
| 21. | American Woman (muziek) (Bachman, Cummings, Kale, Peterson) | 2:51 |
| 22. | Hey You (praatje) (Bachman)                                 | 1:13 |
| 23. | Hey You (muziek) (Bachman)                                  | 2:20 |
| 24. | Looking out for number one (praatje) (Bachman)              | 1:55 |
| 25. | Lookin' out for Number One (muziek) (Bachman)               | 2:22 |
| 26. | You ain’t seen nothin’ yet (praatje) (Bachman)              | 2:02 |
| 27. | You ain't seen nothin' yet (muziek) (Bachman)               | 3:16 |
| 28. | Taking care of business (praatje) (Bachman)                 | 5:02 |
| 29. | Taking care of business (muziek) (Bachman)                  | 4:11 |
| 30. | Shakin’ all over (muziek) (Johnny Kid)                      | 1:00 |